# Kajatehoutspanner
De kajatehoutspanner (Pelurga comitata) is een nachtvlinder uit de familie Geometridae (spanners). De voorvleugellengte bedraagt tussen de 16 en 18 millimeter. Hij overwintert als pop.

## Waardplanten
De kajatehoutspanner heeft diverse planten als waardplanten, zoals ganzenvoet en melde.

## Voorkomen in Nederland en België
De kajatehoutspanner is in Nederland een vrij algemene en in België een niet zo algemene soort, die verspreid over het hele gebied kan worden gezien. De vlinder kent één generatie die vliegt van halverwege juni tot halverwege september.